# Michael Stephenson (cineasta)
Michael Stephenson, conegut professionalment com Michael Paul Stephenson, és un cineasta i actor estatunidenc. És conegut per dirigir els documentals aclamats per la crítica Best Worst Movie i The American Scream. Michael va debutar al cinema amb Girlfriend’s Day, protagonitzada per Bob Odenkirk. La darrera pel·lícula de Michael, Attack of the Murder Hornets, és un documental original que va dirigir i produir per a Discovery+. És membres del Sindicat de Directors dels Estats Units.

## Vida personal
Michael Paul Stephenson viu a Los Angeles amb la seva parella productora i la seva dona.

## Carrera

### 1983–2005: inici de carrera
La carrera de Michael Paul Stephenson a la indústria de l'entreteniment va començar als 8 anys quan va ser descobert per un agent de talent mentre actuava en la interpretació de la seva escola de Peter Pan. Quan tenia 10 anys, va fer una audició per a la pel·lícula de terror Troll 2, i va aconseguir el paper protagonista. Troll 2 es va estrenar el 1990. i es considera àmpliament d'una qualitat excepcionalment baixa, i ha arribat a ser considerat pel públic com la una de les pitjors pel·lícules mai fetes.
Michael va continuar actuant professionalment fins als seus vint anys i va aparèixer en diverses produccions de cinema i televisió. El 2005, va interpretar "The Mummy" per a la directora de l'Acadèmia Taika Waititi durant un taller de Eagle vs. Shark al Sundance Film Institute. En aquest paper, Michael va ser embolicat amb paper higiènic i incendiat per Taika Waititi. Va ser l'última vegada que Michael es va posar davant de la càmera com a actor.
Durant els seus anys de joventut, Michael va passar la major part del seu temps escrivint històries i fent pel·lícules sobre monopatí. Sempre s'ha sentit atret per la fotografia i és conegut per rodar en totes les pel·lícules que fa. Al començament de la seva carrera, Michael va treballar amb el nominat a l'Oscar Mel Stuart com a director de fotografia. Com a escriptor, Michael va ser beneficiari de l'American Gem Screenplay Award pel seu guió Orange.

### 2009-present
Michael Paul Stephenson va cofundar una productora amb la seva dona Lindsay Stephenson, Magic Stone Productions, el 2009.
El 2009, Michael va produir i dirigir l'aclamada i aclamada per la crítica Best Worst Movie. un documental sobre Troll 2 i el seu estat de culte. La pel·lícula es va estrenar el 14 de març de 2009 al Alamo Drafthouse South Lamar a Austin (Texas), com a part del festival South by Southwest .Best Worst Movie  va guanyar diversos premis i Nightline d'ABC van publicar un segment a Troll 2 i Best Worst Movie el maig de 2010, incloent entrevistes amb Hardy i Stephenson. A Rotten Tomatoes, Best Worst Movie té un índex d'aprovació del 94%.
El 2012, Michael va produir i dirigir el seu segon llargmetratge documental, The American Scream, per a NBC Universal's Chiller network. The American Scream es va estrenar el 28 d'octubre de 2012. Michael Paul Stephenson també és el productor executiu de Zero Charisma, una comèdia dirigida per Katie Graham i l'editor Andrew Matthews. Zero Charisma va guanyar el premi del públic al festival de cinema SXSW el 2013.
El 2017, Michael Paul Stephenson va fer el seu debut narratiu amb la comèdia fosca Girlfriend's Day, protagonitzada per Bob Odenkirk. La pel·lícula es va estrenar a tot el món el 14 de febrer, Dia de Sant Valentí, a Netflix.
La pel·lícula més recent de Michael Paul Stephenson, Attack of the Murder Hornets, és un documental original que va produir i dirigir per a Discovery+. La pel·lícula es va llançar a tot el món el 20 de febrer de 2021 i té una puntuació d'aprovació del 100% a Rotten Tomatoes.

## Filmografia selecta

### As actor
| Any            | Títol                                         | Peper                                 |
| -------------- | --------------------------------------------- | ------------------------------------- |
| 1998           | Before He Wakes (telefilm)                    | com a Jordan                          |
| 1996           | The Paper Brigade                             | com a Luke                            |
| 1992           | The Bulkin Trail (telefilm)                   | com a Nick Jackson                    |
| 1990           | Troll 2                                       | com a Joshua Waits                    |
| 1990           | Beyond Darkness                               | com a Martin                          |
| 1990–1991      | Encyclopedia Brown                            | com a Deeter Cross                    |
| 1990           | The Case of the Missing Racecar (1991)        | com a Martin                          |
| 1990–1991 1992 | The Case of the Amazing Race Car (1990)       | com a Deeter Cross as Michael         |
| 1990–1991 1992 | Miracles & Other Wonders (sèrie de televisió) | com a Deeter Cross as Michael         |
| 1990–1991 1992 | Pilot (1992)                                  | com a Deeter Cross as Michael         |
| 1996 2001      | The Paper Brigade                             | com a Luke com as Jordan (uncredited) |
| 1996 2001      | Touched by an Angel                           | com a Luke com as Jordan (uncredited) |
| 1996           | The Penalty Box (2001)                        | com a Luke                            |
| 2009 2010      | Best Worst Movie (documental)                 | Ell mateix Self                       |
| 2009 2010      | That Movie Show (sèrie de televisió)          | Ell mateix Self                       |
| 2010           | Scream Awards 2010 (Especial tv)              | Self                                  |
| 2010           | Last Call with Carson Daly                    | Ell mateix                            |
| 2010           | Episode 13 May 2010 (2010)                    | Ell mateix                            |

### Com a cineasta
| Any  | Títol                                     | Acreditat com a | Acreditat com a | Acreditat com a | Acreditat com a |
| Any  | Títol                                     | Director        | Productor       | Guionista       | Notes           |
| ---- | ----------------------------------------- | --------------- | --------------- | --------------- | --------------- |
| 2021 | Attack of the Murder Hornets (documental) | Sí              | Sí              | Sí              | Discovery+      |
| 2017 | Girlfriend's Day                          | Sí              |                 |                 | Netflix         |
| 2013 | Zero Charisma                             |                 | Sí              |                 | [ 10 ]          |
| 2012 | The American Scream (documental)          | Sí              | Sí              | Sí              |                 |
| 2009 | Kids with Cameras (documental)            |                 |                 | Sí              | Cinematographer |
| 2009 | Best Worst Movie (documental)             | Sí              | Sí              | Sí              |                 |

## Recepció crítica
Best Worst Movie va estar en la selecció oficial del SXSW Film Festival de 2009. Best Worst Movie va guanyar el millor documental (segons la votació de el jurat oficial), així com l'elecció del públic a la millor pel·lícula documental a l'11è Sidewalk Moving Picture Festival el setembre de 2009.
The American Scream va guanyar el premi a la millor pel·lícula al Fantastic Fest 2012 en la categoria de Documentals. A Rotten Tomatoes, The American Scream té un índex d'aprovació del 100% i va guanyar el premi del públic del SXSW Film Festival 2013 en la categoria de el focus narratiu.
Girlfriend's Day va rebre crítiques diverses de la crítica, on al lloc web de l'agregador de ressenyes Rotten Tomatoes la pel·lícula té un índex d'aprovació del 43% amb una mitjana de 5,5/10. Paste Magazine va donar a la pel·lícula una puntuació de 8,0 (sobre 10).
Attack of the Murder Hornets té un índex d'aprovació del 100% a Rotten Tomatoes.